# Argas polonicus
Argas polonicus är en fästingart som beskrevs av Siuda, Hoogstraal, Clifford och Wassef 1979. Argas polonicus ingår i släktet Argas och familjen mjuka fästingar. Inga underarter finns listade i Catalogue of Life.